# Багли (Минесота)
Багли (енгл. Bagley) град је у америчкој савезној држави Минесота.

## Демографија
По попису из 2010. године број становника је 1.392, што је 157 (12,7%) становника више него 2000. године.
| Група             | 2000.         | 2010.         |
| Белци             | 1.084 (87,8%) | 1.161 (83,4%) |
| Афроамериканци    | 9 (0,7%)      | 8 (0,6%)      |
| Азијати           | 5 (0,4%)      | 5 (0,4%)      |
| Хиспаноамериканци | 8 (0,6%)      | 34 (2,4%)     |
| Укупно            | 1.235         | 1.392         |